# Anaerotardibacter
Anaerotardibacter es un género de bacterias grampositivas de la familia Eggerthellaceae. Actualmente contiene una sola especie descrita: Anaerotardibacter muris. Fue descrito en el año 2024. Su etimología hace referencia a bacteria anaerobia de crecimiento lento. El nombre de la especie hace referencia a ratón. Es anaerobia estricta e inmóvil. Tiene un tamaño de 0,6-1,2 μm de largo. Tiene un contenido de G+C de 54,2%. Se ha aislado del intestino de un ratón de laboratorio. 